# Beaver Township (comté de Carroll, Arkansas)
Pour les articles homonymes, voir Beaver Township et Beaver.
Beaver Township est l'un des vingt et un townships du comté de Carroll, en Arkansas, aux États-Unis.

### Source de la traduction
- (en) Cet article est partiellement ou en totalité issu de l’article de Wikipédia en anglais intitulé « Beaver Township, Carroll County, Arkansas » (voir la liste des auteurs).